# Comandante Robinson Farinazzo
Robinson Farinazzo Casal (nascido em 26 de abril de 1966 em Catanduva, São Paulo) é capitão de fragata (fuzileiro naval) da reserva da Marinha do Brasil, Youtuber, político e comentarista geopolítico. Como militar, especializou-se em cursos técnicos de aeronáutica, foi piloto de aviões e Chefe do Departamento de Aviação da Diretoria de Sistemas de Armas da Marinha por 8 anos consecutivos. Atualmente, atua na reserva da Marinha do Brasil como consultor, palestrante, seminarista e escritor de textos. É autor do livro “As Leis de Sucesso dos Pilotos de Guerra”, publicado na editora da Amazon, em 2016. Farinazzo é nacionalista, desenvolvimentista e protagonista na popularização do termo "soberanista".

## Carreira política
Inicialmente, candidatou-se pelo PSDB a Deputado Federal do estado de São Paulo, no ano de 2006. Deixou a legenda para disputar ao cargo de Deputado Estadual , no mesmo estado, em 2022, pelo PDT. Nessa eleição, obteve votação expressiva de 18.408 votos, sendo assim o suplente de seu partido na câmara. Em 2024, concorreu ao cargo de vereador na capital paulista.
Durante sua campanha de 2022, registrou o feito de ter sido o candidato com maior número pessoas físicas doadoras (640) dentre todos os candidatos à câmara estadual.

## Influenciador digital e comentarista político
Robinson tornou-se uma das figuras mais relevantes no campo político do nacional-desenvolvimentismo e trabalhismo, por meio de seu canal no Youtube "Arte da Guerra". Sua rede conta com cerca de 530 mil inscritos e mais de 7 mil vídeos publicados. Nos últimos anos, participou de eventos ao lado de figuras e políticos do seu campo ideológico, como Aldo Rebelo, Antonio Neto, Ciro Gomes e Frederico Krepe. Recebe, em seu canal, figuras importantes da política brasileira. É membro do Fórum Pelo Novo Trabalhismo, que engloba outros movimentos políticos brasileiros.
Foi convidado várias vezes pela emissora Jovem Pan, como comentarista político, apresentando opiniões polêmicas, no que tange a guerra russo-ucraniana, e combatendo ideais do imperialismo americano. Também participou de entrevistas na rede Brasil Paralelo, no Flow News, no canal Brasil Grande, no Podcast 3 Irmãos, no Inteligência Ltda. e no canal Sol da Pátria.
O Comandante afirma que "o nacionalismo é a força política mais injustiçada". Defende que o Brasil reverta o processo de entregas de empresas públicas valiosas de exploração mineral e de transformação, como a Vale e a Avibras. Em entrevistas, já indicou adesão à figura de Enéas Carneiro. Ademais, defende a soberania do território da Amazônia e a necessidade do Brasil possuir armas nucleares.
Por conta de sua atividade, formou um núcleo de seguidores desenvolvimentistas, muitas vezes conservadores e defensores do Sul Global.